# گلوگاه جمعیت

گلوگاه جمعیت. پس از واقعه گلوگاهی (خط قرمز) جمعیت کاهش چشمگیری پیدا می‌کند. اگر جمعیت نتواند ترمیم شود (خط ممتد سمت راست) منقرض می‌گردد (خط نقطه چین سمت راست)

گلوگاه جمعیت (به انگلیسی: Population bottleneck) یا گلوگاه ژنتیک واقعه‌ای فرگشتی است که در آن درصد چشمگیری از افراد جمعیت از میان می‌روند یا به دلایلی توان ادامه زاد و ولد از آن‌ها سلب می‌شود. از آن‌جا که رانش ژنتیکی با بزرگی یک جمعیت نسبت معکوس دارد، گلوگاه جمعیت سبب افزایش رانش ژنتیکی می‌گردد. چنین کاهشی در پراکندگی جمعیت می‌تواند منجر به افزایش یکدستی ژنتیکی شود. اگر گلوگاه جمعیت شدید باشد، به دلیل محدودیت شمار جفت‌های در دسترس، تعداد جفت‌گیری میان اعضای نزدیک خانواده (درون‌آمیزی) بیشتر می‌شود.

## چند نمونه

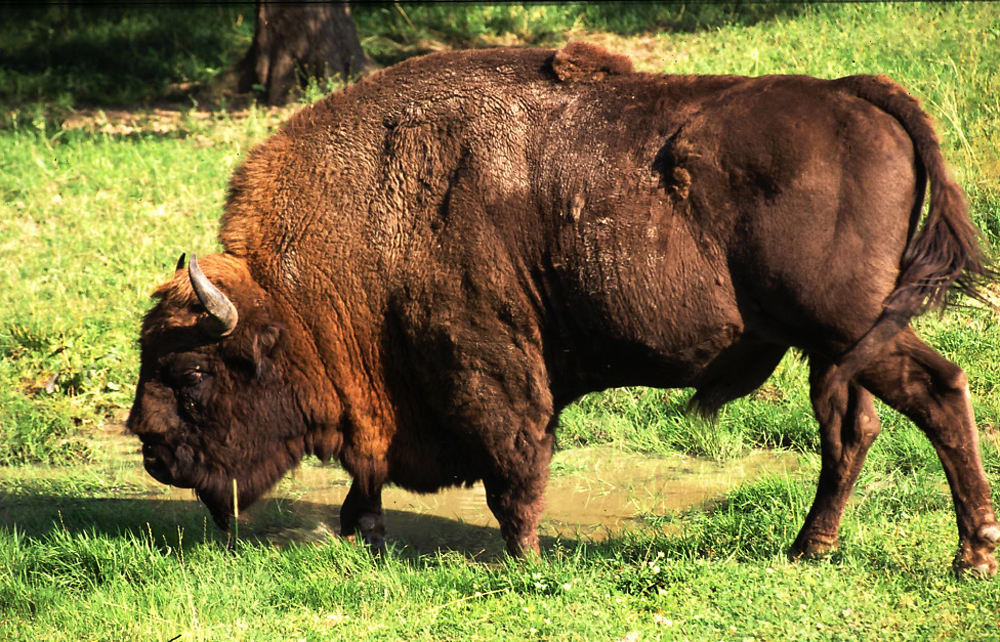
ویزنت یا بیزون اروپایی. در ابتدای قرن بیستم ویزنت در معرض خطر نابودی کامل قرار گرفت.

در ابتدای قرن بیستم، بیزون‌های اروپایی در معرض انقراض قرار گرفتند. جانورانی که باقی مانده‌اند همگی فرزندان ۱۲ بیزون باقی‌مانده از آن دوران هستند و از این رو تنوع ژنتیکی بسیار محدودی دارند. بر اساس مقاله‌ای که در سال ۲۰۰۵ میلادی منتشر گردید این مشکل ممکن است روی توان زاد و ولد حیوانات نر گروه اثرگذار باشد.
مقاله‌ای دیگر در سال ۲۰۰۲ میلادی نشان داد که ژنوم پاندای غول پیکر، شواهدی از وقوع یک گلوگاه جمعیت بروی این پستانداران در حدود ۴۳۰۰۰ سال قبل دارد.
گلوگاه جمعیت را می‌توان در میان نژادهای اصیل جانورانی اهلی مانند سگ و گربه (مانند گربه اصیل ایرانی) مشاهده کرد. پرورش‌دهندگان، چنین جانوران برگزیده‌ای را به دلیل زیبایی و رفتار مطلوبشان مجبور به جفت‌گیری با اعضای نزدیک خانواده آن‌ها می‌کنند. این کار سبب محدود گشتن استخر ژنی این جانوران می‌گردد.

## معادل برخی واژه‌ها و نام‌ها
1. ↑  inbreeding